# Dopo il bagno
Dopo il bagno è un pastello del pittore francese Edgar Degas, realizzato nel 1884 e conservato al Museo dell'Ermitage di San Pietroburgo.

## Descrizione
Il soggetto del dipinto è una donna nuda: ne scorgiamo, infatti, il profilo dei seni e l'attacco dei glutei. I nudi femminili, in effetti, sono una costante iconografica dell'intera vicenda artistica di Degas: egli, tuttavia, ne fornisce un'interpretazione estremamente innovativa, dove la donna non è colta in pose nobili o estetizzanti, bensì mentre compiono azioni quotidiane connesse all'igiene del loro corpo.
La donna effigiata in Dopo il bagno, ad esempio, è colta mentre si sta pettinando i capelli color mogano. L'intero pastello è caratterizzato da un sapiente utilizzo delle linee di contorno, le quali definiscono la silhouette della donna in maniera più o meno marcata, così da sottolinearne le zone esposte alla luce artificiale del bagno. Speciale menzione merita inoltre la nota allegra e delicata della carta da parati, che oltre a intonarsi con la chioma fluente della donna conferisce alla composizione grande agilità ed eleganza.